# Ustilago nuda
Ustilago nuda (C.N. Jensen) Rostr.  – gatunek grzybów z rodziny głowniowatych (Ustilaginaceae). Wywołuje chorobę jęczmienia o nazwie głownia pyląca jęczmienia.

## Systematyka i nazewnictwo
Pozycja w klasyfikacji według Index Fungorum: Ustilago, Ustilaginaceae, Ustilaginales, Ustilaginomycetidae, Ustilaginomycetes, Ustilaginomycotina, Basidiomycota, Fungi.
Po raz pierwszy takson ten zdiagnozowany został w 1888 r. przez Ch.N. Jensena jako odmiana o nazwie Ustilago segetum var. nuda. Obecną, uznaną przez Index Fungorum nazwę nadał mu w 1889 r. E. Rostrup, który podniósł go do rangi gatunku.
Synonimy nazwy naukowej:
- Ustilago nuda var. hordei C.N. Jensen 1888
- Ustilago nuda (C.N. Jensen) Rostr., 1889 var. nuda
- Ustilago nuda var. tritici G.W. Fisch. & C.G. Shaw
- Ustilago segetum var. nuda C.N. Jensen 1888
- Ustilago tritici C. Bauhin 1596
- Ustilago vavilovii Jacz. 1925

## Cykl rozwojowy
Wytwarzane przez głownię jęczmienia teliospory zakażają zdrowe kłosy jęczmienia. Z kiełkujących teliospor wyrastają czterokomórkowe podstawki, nie powstają z nich jednak sporydia. Pomiędzy dwoma haploidalnymi komórkami tej samej podstawki lub sąsiednich podstawek dochodzi do plazmogamii i powstaje dwujądrowa komórka (dikarion). Wyrasta z niej strzępka, która wrasta do zalążni zdrowego kwiatu. Kwiat rozwija się pozornie normalnie, następuje jego  zapylenie, zapłodnienie i powstaje ziarniak, jednak w jego zarodku i w okolicach tarczki zarodkowej znajdują się strzępki patogena. Rozwijają się podczas kiełkowania ziarniaków, rosną wraz z pędem rośliny i poprzez łodygę dostają się na jego wierzchołek. W zawiązkach kłosków silnie rozrasta się grzybnia patogena niszcząc je. Zgrubiałe strzępki grzybni rozpadają się tworząc kuliste teliospory. Mają średnicę 5–9 μm i drobnobrodawkowatą powierzchnię. Nieco przed kiełkowaniem teliospor zachodzi w nich kariogamia, w wyniku czego z dikarionu powstaje diploidalna zygota. W czasie kiełkowania teliospor zachodzi w nich mejoza i znów powstają haploidalne komórki. Charakterystyczne jest oddalenie w czasie procesów plazmogamii i kariogamii.